# Dryobotodes saportae
Dryobotodes saportae är en fjärilsart som beskrevs av Philogène Auguste Joseph Duponchel 1826. Dryobotodes saportae ingår i släktet Dryobotodes och familjen nattflyn. Inga underarter finns listade i Catalogue of Life.